# ثريمسا

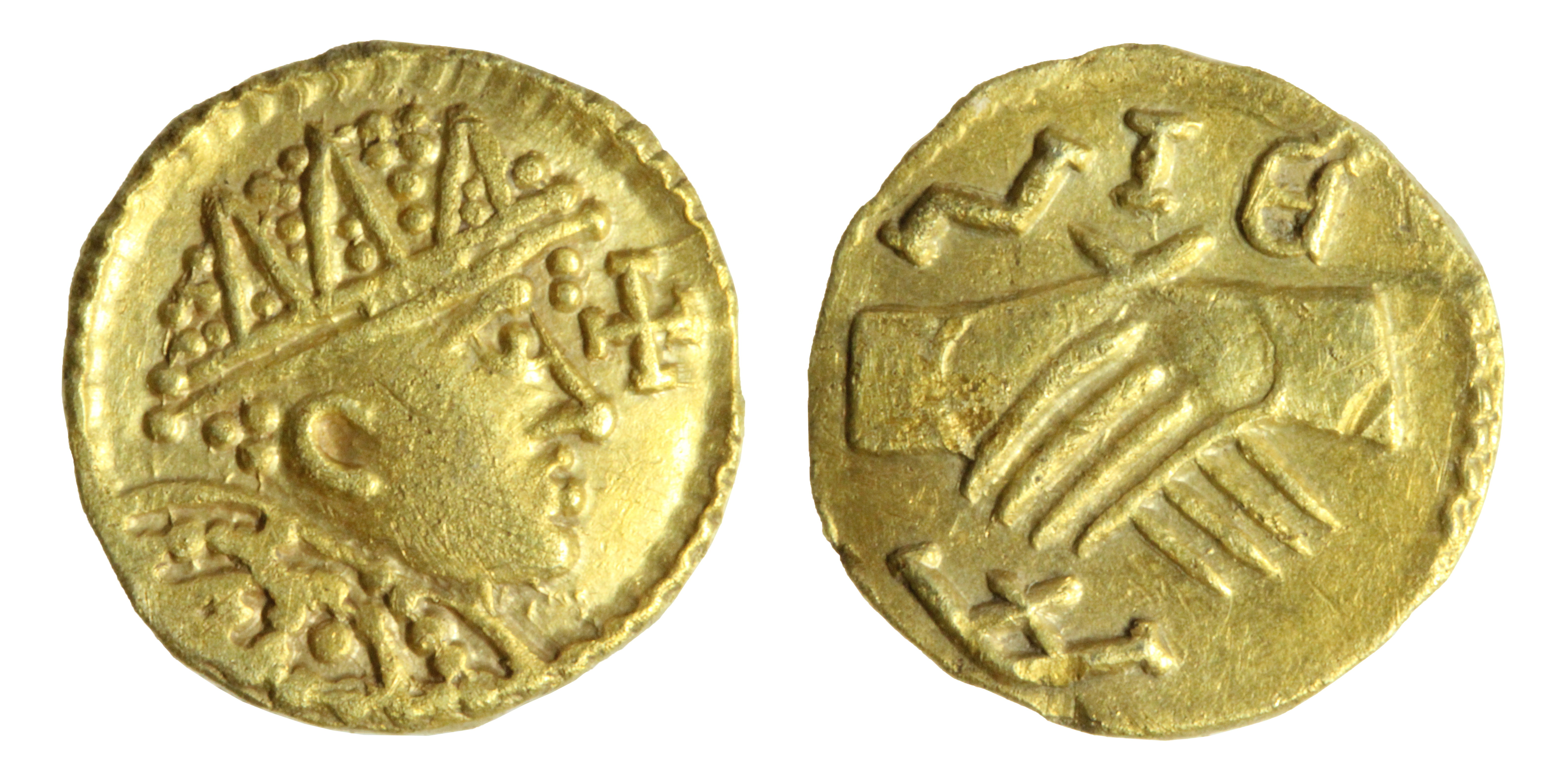
عملة ثريمسا (أو شلن) ذهبية أنجلو ساكسونية من العصور الوسطى المبكرة من حوالي 650 إلى 675 ميلادي.

الثريمسا ( الإنجليزية القديمة: þrymsa كانت عملة ذهبية سُكّت في إنجلترا الأنجلوساكسونية في القرن السابع. كانت في الأصل نسخة من عملات التريمس الميروفنجية وعملات رومانية سابقة ذات نسبة عالية من الذهب. أدى انخفاض قيمة العملة باستمرار بين ثلاثينيات وخمسينيات القرن السابع إلى انخفاض نسبة الذهب في العملات المسكوكة حديثًا، بحيث أصبحت نسبة الذهب في العملة الجديدة أقل من 35% بعد حوالي عام 655. توقف سك التريمس بعد حوالي عام 675، وحل محله السكيت الفضي.

## تاريخ

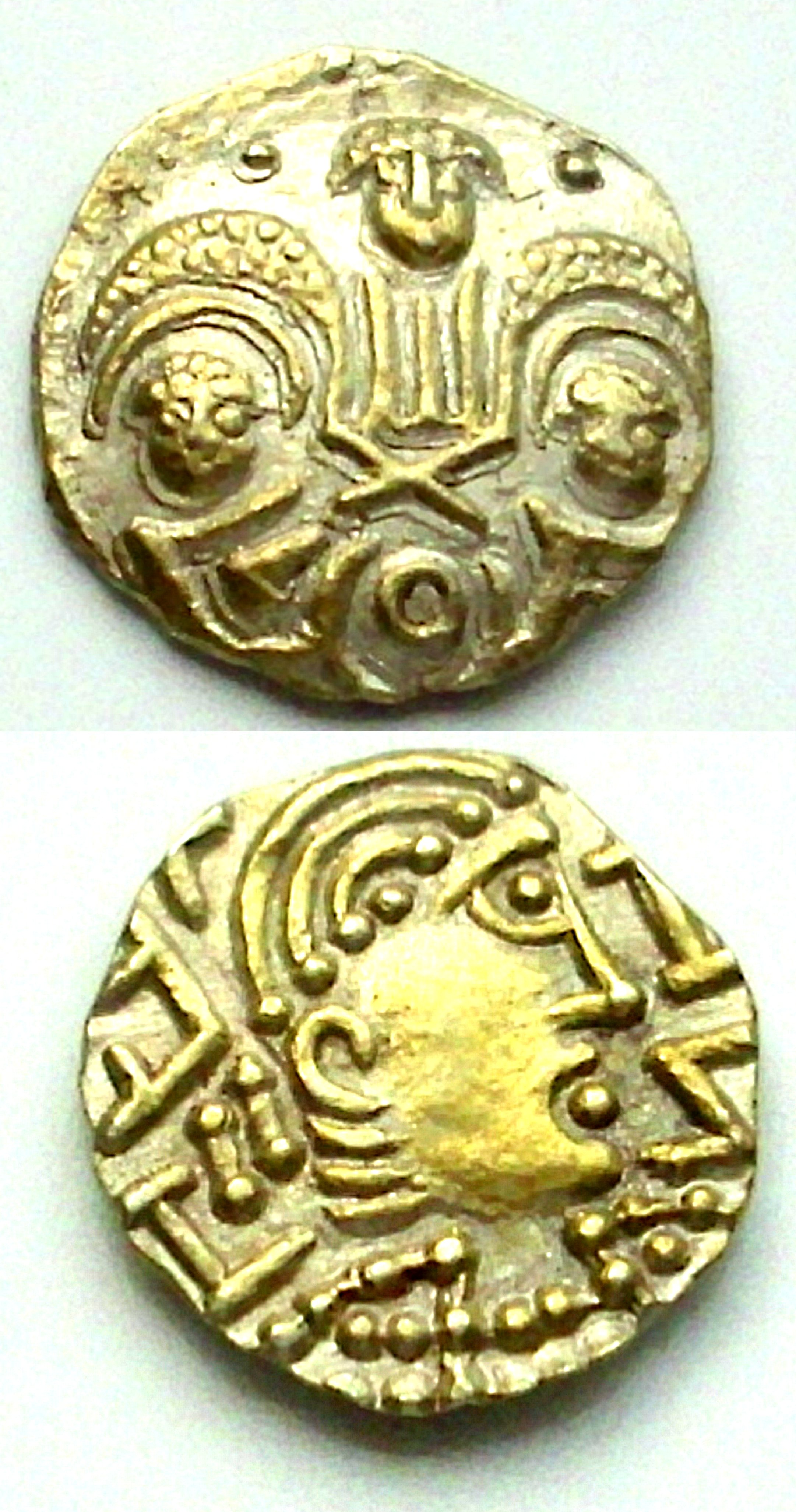
ثريمسا ذهبية عليها صورة نصر تحيط برأسي شخصين صغيرين. حوالي 655-675 م

سُكت أول ثريماسا في إنجلترا في ثلاثينيات القرن السابع. أُنشئت أقدم العملات المعدنية في دور سك العملة في كانتربري ولندن وربما وينشستر أيضًا. يشير تشارلز أرنولد بيكر في كتابه رفيق التاريخ البريطاني إلى أن الدافع وراء إنشاء هذه العملة كان زيادة التجارة بعد زواج أثيلبيرت من كنت وبيرثا من كنت، ابنة الملك الفرنجي شاريبرت الأول. احتوت ثريماسا في الأصل على ما بين 40٪ و 70٪ من الذهب، ولكن بعد استمرار انخفاض قيمتها، احتوت العملات المعدنية التي سُكت بعد حوالي عام 655 على أقل من 35٪ من الذهب. توقف سك العملات الذهبية تمامًا بحلول عام 675 تقريبًا، وبعد ذلك سُكت العملة الفضية بدلاً من ذلك. يُستخدم مصطلح ثريماسا في النصوص الأنجلو ساكسونية اللاحقة للإشارة إلى قيمة أربعة بنسات فضية. تُعرف العملات المعدنية الثريمساسية لدى علماء العملات المعاصرين من خلال اكتشافها في كنوز مختلفة، ولا سيما كنز كروندال. احتوى دفن السفينة في ساتون هو، والذي يعود تاريخه إلى أوائل القرن السابع، على 37 عملة معدنية ميروفنجية ولكن لم يحتوي على عملات معدنية أنجلو ساكسونية. [ ملاحظة 1 ] على النقيض من ذلك، احتوى كنز كروندال، الذي يعود تاريخه إلى ما بعد عام 630 تقريبًا، على 101 عملة ذهبية، منها 69 عملة أنجلو ساكسونية و24 عملة ميروفنجية أو فرنجية.

## تصميم
كانت الثريمساس المبكرة عبارة عن تقليد للعملات التريميس الميروفنجية (الفرنسية) أو العملات الرومانية السابقة. كان وزنها يتراوح بين 1 و3 جرام (0.03–0.1 أونصة تروي )، وكان قطرها حوالي 13 مم ( تتميز الثريماسات اللاحقة بتصاميم متنوعة، بما في ذلك تماثيل نصفية، وصلبان، وأشياء تشبه القيثارة، ورايات أكويلا. كما تُعد النقوش من السمات الشائعة، وتظهر أحيانًا بالخط اللاتيني وأحيانًا أخرى بالرونية الأنجلوساكسونية.

## معرض الصور
مقارنة بين العملات القارية والانجليزية:

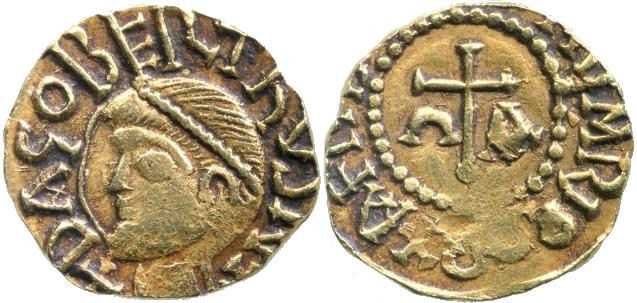
ارتداد ملك الفرنجة داغوبيرت الأول (حوالي 603–639 م)
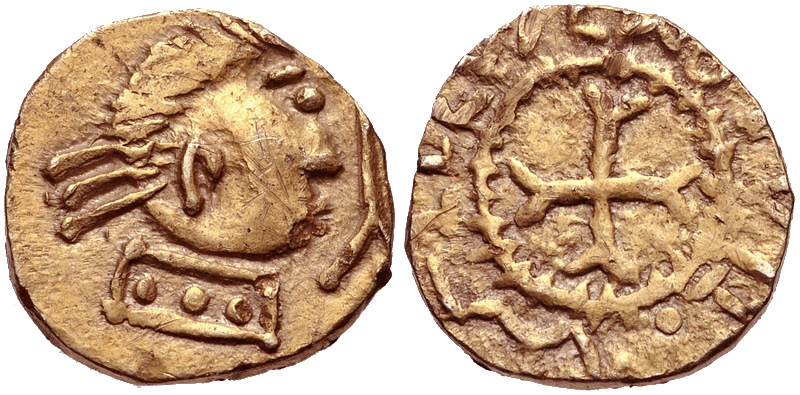
ثريمسا ذهبية من حوالي عام 620 إلى 645 ميلاديًا من كنز كروندال في هامبشاير
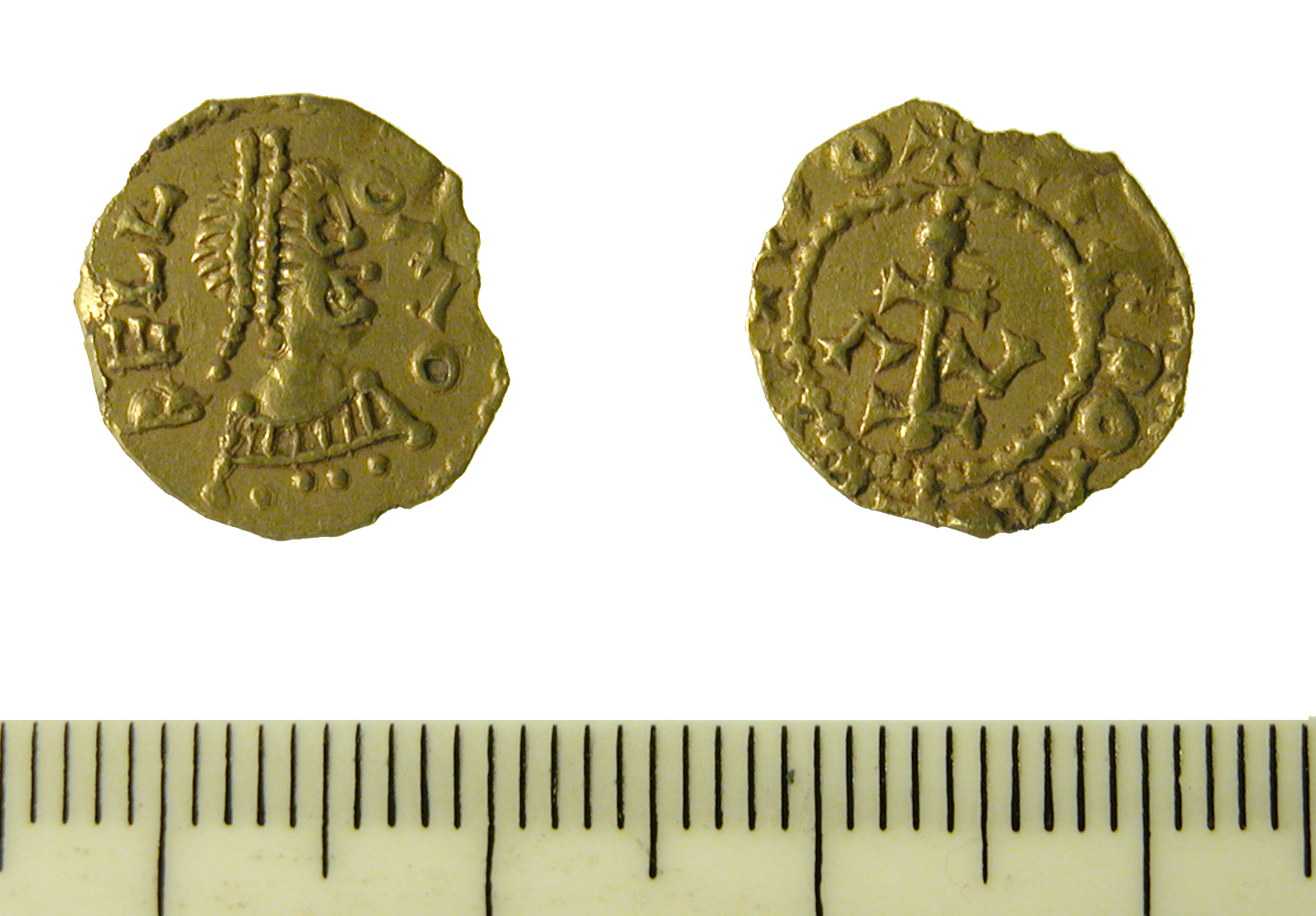
عُثر على ثريمسا في سوفولك، حوالي 500-675
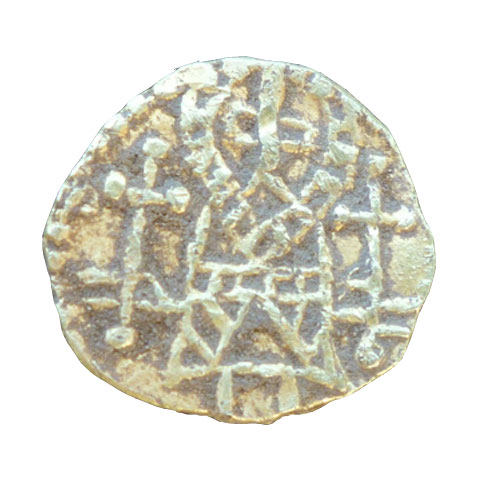
ثريمسا يورك، اكتشاف معدني